# Normsturz
Der Normsturz dient dazu, die Festigkeit von Kletterseilen zu messen und Kennwerte wie die Sturzzahl zu ermitteln. Dazu wird im Labor ein Sturz ins Seil als Bergunfall nachgestellt. Alle heute verkauften Kletterseile müssen mindestens 5 solcher Normstürze aushalten, einige sind auch mit mehr Stürzen belastbar.
Der Normsturz wird in der Europäischen Norm EN 892 definiert. Ein bestimmtes Gewicht wird aus einer bestimmten Höhe fallengelassen und muss vom Seil abgebremst werden. Das Seil wird dabei in einem Karabiner mit einem Radius von 5 mm umgelenkt. Das Seilende ist fixiert, der Sturz wird also statisch gehalten (d. h., es wird kein Sicherungsgerät eingesetzt, das ab einer gewissen Kraft einen Seildurchlauf aufweist, bei dem Fallenergie durch Reibung in Wärme umgewandelt wird). Das einzige dynamische Element in diesem System, das die kinetische Energie des Probegewichts aufnehmen kann, ist also das Seil, dessen Charakteristika gemessen werden:
- beim Abbremsen darf eine bestimmte Kraft (Fangstoß) nicht überschritten werden
- das Seil darf sich höchstens um einen bestimmten Faktor dehnen.

Die ausgegebene Seillänge beim Normsturz beträgt 2,80 m, davon 30 cm zwischen Seilfixierung und Umlenkungskarabiner. Bevor das Gewicht losgelassen wird, befindet es sich 2,30 m über der Umlenkung. Die freie Fallhöhe (bevor das Seil beginnt den Sturz zu bremsen) beträgt also maximal 2,30 m + 2,50 m = 4,80 m. Bei den 2,80 m handelt es sich jedoch um ein gedehntes Seil, das mit der Fallmasse 60 Sekunden lang statisch vorgedehnt wurde. Das Seil darf dadurch maximal 12 % gedehnt werden (ungedehnte 2,50 m also gedehnt um 30 cm auf 2,80 m), wodurch sich eine freie Fallhöhe von mindestens 2,30 m + 2,50 m - 30 cm = 4,50 m ergibt.
Der auftretende Sturzfaktor f (freie Fallhöhe geteilt durch unbelastet ausgegebene Seillänge) kann nur ungefähr angegeben werden, da die Normsturzbedingungen nur die belastet ausgegebene Seillänge definieren, nicht aber die unbelastete. Je nach statischer Vordehnung des Seils liegt der Sturzfaktor zwischen 1,71 (keine Vordehnung) und 1,80 (12 % Vordehnung).
Die Belastung beim Normsturz ist so extrem ausgelegt, dass sie in der Praxis so gut wie nie auftritt. Das heißt, ein Seil, das noch einen Normsturz hält, kann in der Praxis nicht reißen (Ausnahme: Belastung über eine scharfe Kante).
Je nach Seiltyp gelten beim Normsturz unterschiedliche Anforderungen:
| Seiltyp        | Probemasse | Strang        | statische Vordehnung max. | zul. Fangstoß beim ersten Sturz max. | Stoßzahl min. |
| -------------- | ---------- | ------------- | ------------------------- | ------------------------------------ | ------------- |
| Halbseile      | 55 kg      | Einfachstrang | 12 %                      | 8 kN                                 | 5             |
| Einfachseile   | 80 kg      | Einfachstrang | 10 %                      | 12 kN                                | 5             |
| Zwillingsseile | 80 kg      | Doppelstrang  | 12 %                      | 12 kN                                | 12            |

Die größtmögliche Sturzbelastung des Bohrhakens liegt beim Klettern bei etwa 16 kN. Dieser Wert wird bei einem Sturz in den ersten Haken bei einer statischen Sicherung (z. B. Grigri) durchaus erreicht. Am Haken tritt in diesem Fall also eine Belastung auf, die etwas kleiner ist als der doppelte Fangstoß.
Die Festigkeit ist nur ein Parameter eines guten Seils. Mindestens ebenso wichtig ist die Dehnung, die bei Belastung mehr als 9 % betragen muss, um einen Sturz zu überleben.